# Старолюбарська сільська рада
Старолюбарська сільська рада — колишня адміністративно-територіальна одиниця та орган місцевого самоврядування у Любарському і Дзержинському районах Житомирської і Бердичівської округ, Вінницької та Житомирської областей Української РСР з адміністративним центром у селі Старий Любар.

## Населені пункти
Сільській раді на час ліквідації були підпорядковані населені пункти:
- с. Громада;
- с. Старий Любар.

## Населення
Кількість населення ради, станом на 1923 рік, становила 2 726 осіб, кількість дворів — 642.
Відповідно до перепису населення СРСР, станом на 17 грудня 1926 року чисельність населення ради становила 3 726 осіб, з них, за статтю: чоловіків — 1 729, жінок — 1 997, етнічний склад: українців — 3 454, росіян — 39, євреїв — 105, поляків — 121, чехів — 5, інші — 2. Кількість господарств — 171, з них несільського типу — 2, володінь — 603.

## Історія та адміністративний устрій
Створена 1923 року в складі Старо-Мейської частини містечка Любар, яку виокремлено у окрему адміністративну одиницю Старий Любар, та хуторів Бите Озеро, Германа, Голуба, Граново, Грощина, Грузинського, Грузько, Данців, Дубини, Дяків, Запуст, Іванківці, Марків, Менюхів, Міньковського, Перетік, Піщане, Троїцької церкви Любарської волості Полонського повіту Волинської губернії. 7 березня 1923 року включена до складу новоутвореного Любарського району Житомирської округи. Після 1923 року х. Грузинського не значився на обліку населених пунктів. Станом на 17 грудня 1926 року га обліку значився х. Лямчика. У 1941 році х. Бите Озеро підпорядковано Глезненській сільській раді, хутори Данців та Марків — Казенно-Громадській сільській раді Любарського району. На 1 жовтня 1941 року хутори Германа, Голуба, Гранова, Грощина, Грузька, Дубини, Дяків, Запуст, Лямчика, Менюхів, Міньковського, Піщане, Троїцької церкви не значилися на обліку населених пунктів.
Станом на 1 вересня 1946 року сільська рада входила до складу Любарського району Житомирської області, на обліку в раді перебували с. Старий Любар та х. Перетік.
11 серпня 1954 року, відповідно до указу Президії Верховної ради Української РСР «Про укрупнення сільських рад по Житомирській області», до складу ради приєднано с. Казенна Громада та хутори Данців, Кватичів, Марків та Цілиново (Цілинова Видра, на момент приєднання не значився на обліку) ліквідованої Казенно-Громадської сільської ради Любарського району Житомирської області. 26 березня 1956 року, відповідно до рішення Житомирського ОВК № 298 «Про перечислення села Перетік Старолюбарської сільської ради до складу Глезненської сільської ради Любарського району», с. Перетік передане до складу Глезненської сільської ради Любарського району. 30 грудня 1962 року, відповідно до указу Президії Верховної ради Української РСР «Про укрупнення сільських районів до розмірів територій виробничих колгоспно-радгоспних управлінь», сільську раду включено до складу Дзержинського району Житомирської області. 29 червня 1960 року, відповідно до рішення Житомирського ОВК № 683 «Про об'єднання деяких населених пунктів», хутори Данців, Цілинова Видра та с. Казенна Громада об'єднано в один населений пункт с. Громада.
Ліквідована 7 січня 1963 року, відповідно до рішення Житомирського облвиконкому № 16 «Про об'єднання та ліквідацію деяких сільських і селищних рад», територію та населені пункти приєднано до складу Стрижівської сільської ради Дзержинського району Житомирської області.